# Raul Rojas
Raul Rojas est un boxeur mexicano-américain né le 5 novembre 1941 à San Pablo, Californie, et mort le 20 mai 2012.

## Carrière
Passé professionnel en 1963, il remporte le titre vacant de champion du monde des poids plumes WBA le 28 mars 1968 après sa victoire aux points contre Enrique Higgins. Rojas perd sa ceinture dès le combat suivant face à Shozo Saijo le 27 septembre 1968. Il met un terme à sa carrière en 1970 sur un bilan de 38 victoires, 7 défaites et 2 matchs nuls

## Référence
1. ↑  (en) 1968-03-28 Raul Rojas w pts 15 Enrique Higgins, Olympic Auditorium, Los Angeles, California, USA - WBA (boxrec.com)